# Rumunské letectvo
Rumunské letectvo (rumunsky Forţele Aeriene Române; vzdušné síly Rumunska) je součástí ozbrojených sil Rumunska. Letectvo Rumunského království se v první polovině 20. století zúčastnilo několika ozbrojených konfliktů. Od vstupu Rumunska do Severoatlantické aliance v roce 2004 prochází rumunské letectvo procesem náhrady či modernizace zastaralé výzbroje z období socialismu.

## Historie

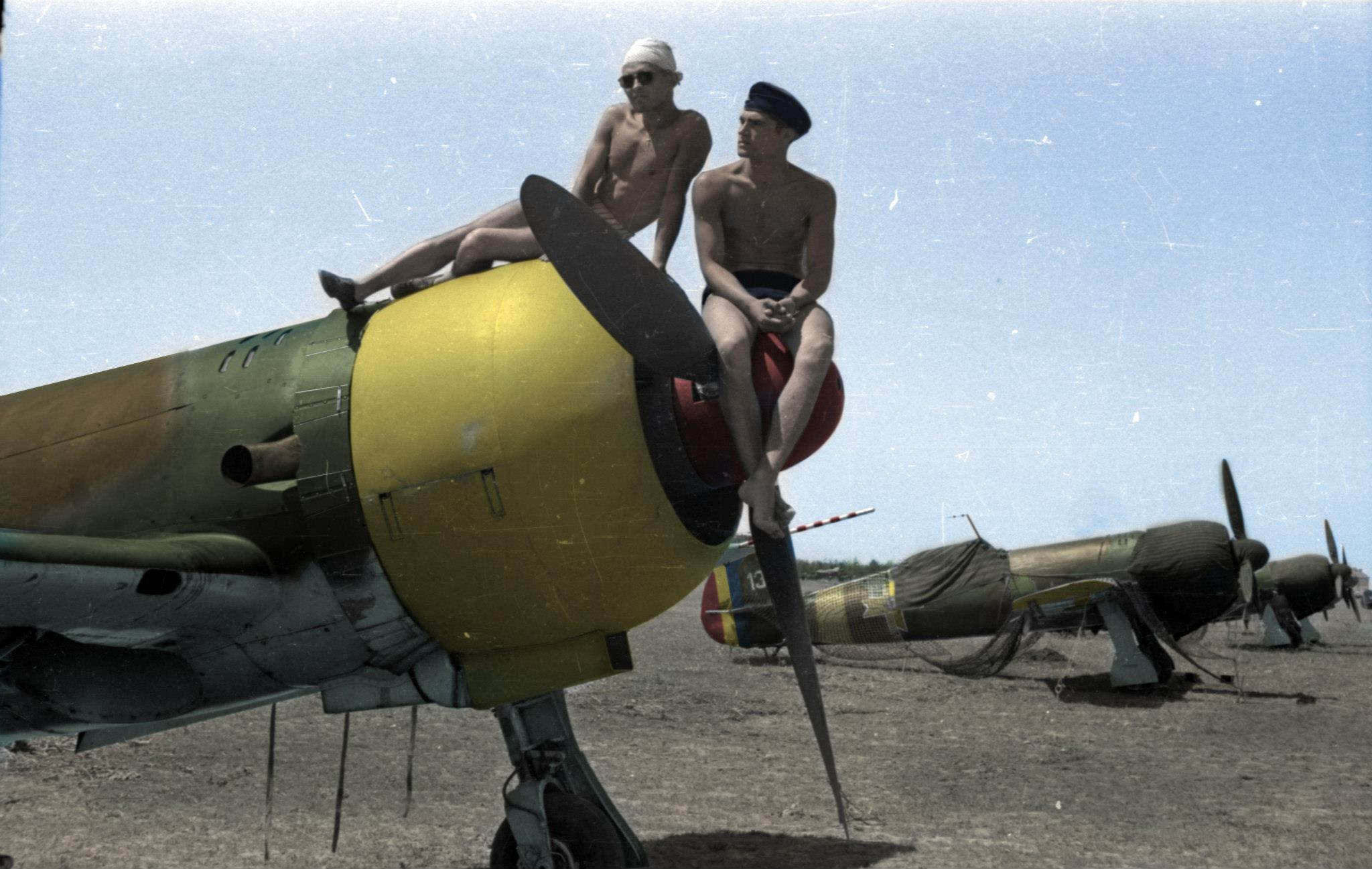
Rumunští letci se stroji IAR-80

Rumunské letectvo vzniklo 1. dubna 1913, načež se zapojilo do bojů druhé balkánské války a první světové války. V meziválečném období vyráběl rumunský letecký průmysl (společnost Industria Aeronautică Română) například stíhací letouny IAR-80. Během druhé světové války se Rumunsko přidalo na stranu mocností Osy a Rumunské královské letectvo se proto zapojilo do bojů na východní frontě.
Na začátku roku 1941 bylo rumunské letectvo tvořeno stíhací armádou (3 stíhací pluky po 3 skupinách), bombardovacím plukem (3 skupiny denních bombardérů, 1 skupina nočních bombardérů) a smíšeným plukem (4 průzkumné skupiny, 2 stíhací skupiny). Rumunská flotila námořního letectva disponovala průzkumnou letkou, pěti bombardovacími a dvěma stíhacími perutěmi. Celkový početní stav činil kolem 600 letounů a 5900 mužů. Po „puči krále Michala“ v srpnu 1944 Rumunsko ukončilo účast v bojích na straně Osy a přešlo na stranu Spojenců. Jednotky Rumunské královské armády a letectva se poté podílely i na osvobozování Československa. Operační letecké jednotky byly i nadále organizovány do 1. leteckého sboru (rumunsky Corpul 1 Aerian), skládajícího se nyní z přibližně 239 bojeschopných letounů, organizovaných do stíhacího velitelství s třemi stíhacími skupinami (Grupul) po dvou perutích či nezávislých letkách (Escadrila), bombardovacího velitelství jemuž podléhalo po jedné bombardovací a jedné bitevní skupině a samostatná letka střemhlavých bombardérů, a jedné dopravní a jedné spojovací skupiny. Na území Československa provedly rumunské letecké síly 4981 bojových letů, svrhly 1360 tun pum, a nárokovaly si zničení 101 nepřátelských letounů. Samy utrpěly až 60% ztráty na letadlech.
Po válce se Rumunsko ocitlo v sovětské sféře vlivu a rumunské letectvo bylo z velké části přezbrojeno na sovětskou leteckou techniku. Rumunský letecký průmysl nicméně vyráběl například cvičné letouny IAR 99, bitevní letouny IAR 93 nebo vrtulníky IAR 330 (tj. licenční francouzské stroje Aérospatiale SA 330 Puma).

## Letecká technika

### Stíhací letouny

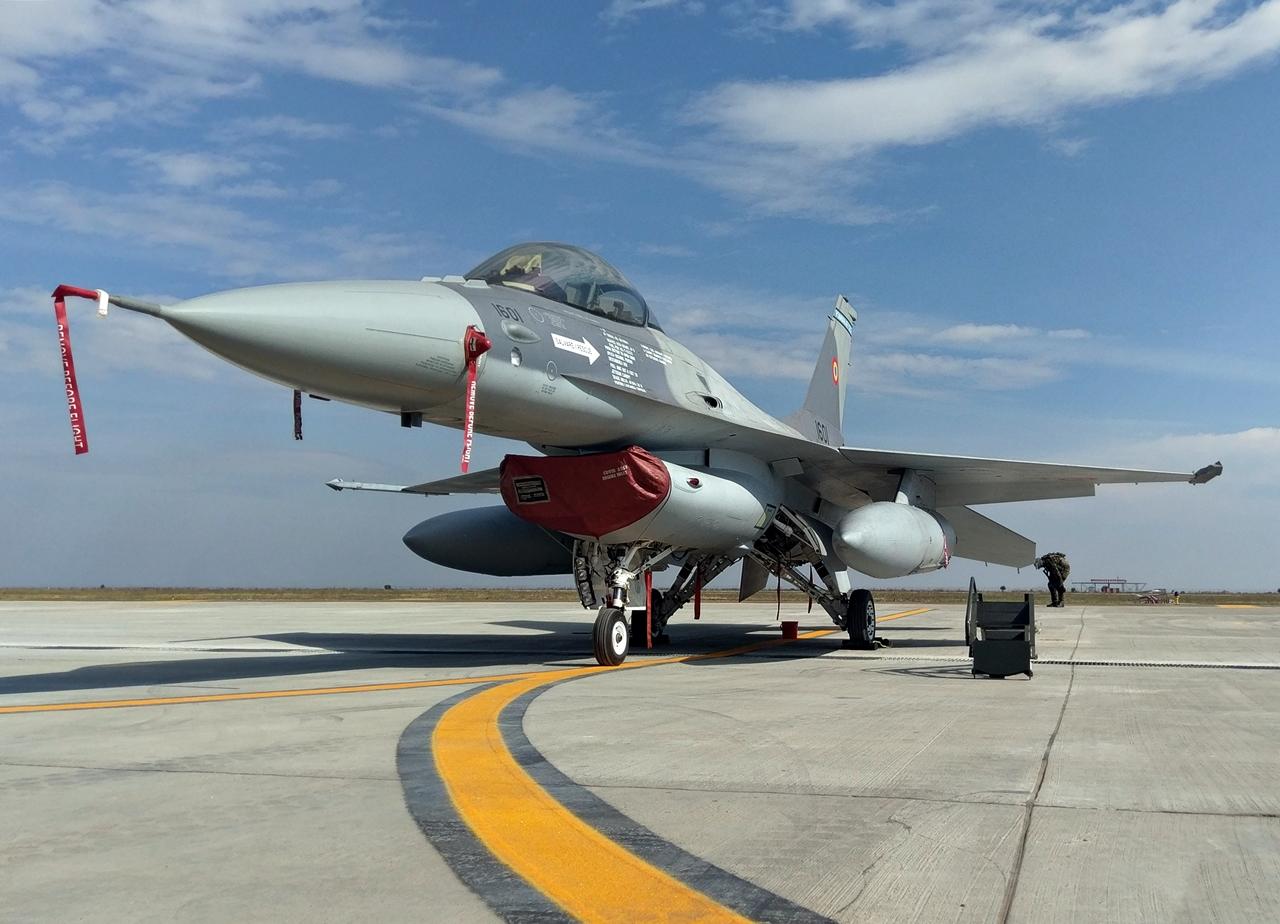
F-16 rumunského letectva

Rumunsko bylo prvním východoevropským signatářem programu „Partnerství pro mír“ a v roce 2004 vstoupilo do NATO. Rumunské letectvo je proto budováno v souladu s novými požadavky. V roce 2003 byly z výzbroje vyřazeny stíhací letouny MiG-29 v důsledku zastavení programu jejich modernizace. Ve spolupráci s Izraelem však prošly modernizací letouny MiG-21, které jsou v Rumunsku označovány jako MiG-21 LanceR. Tyto zastaralé sovětské stíhačky má v letech 2016–2017 nahradit celkem 12 použitých a modernizovaných letounů F-16 Fighting Falcon (9 jednomístných F-16AM a 3 dvoumístné F-16BM), odkoupených z přebytků portugalského letectva. Prvních šest bylo převzato 28. září a do služby zařazeno 7. října 2016. Podle rumunského ministerstva obrany by tento počet mohl být v budoucnu rozšířen o 12 či více letounů stejného typu.

### Přehled

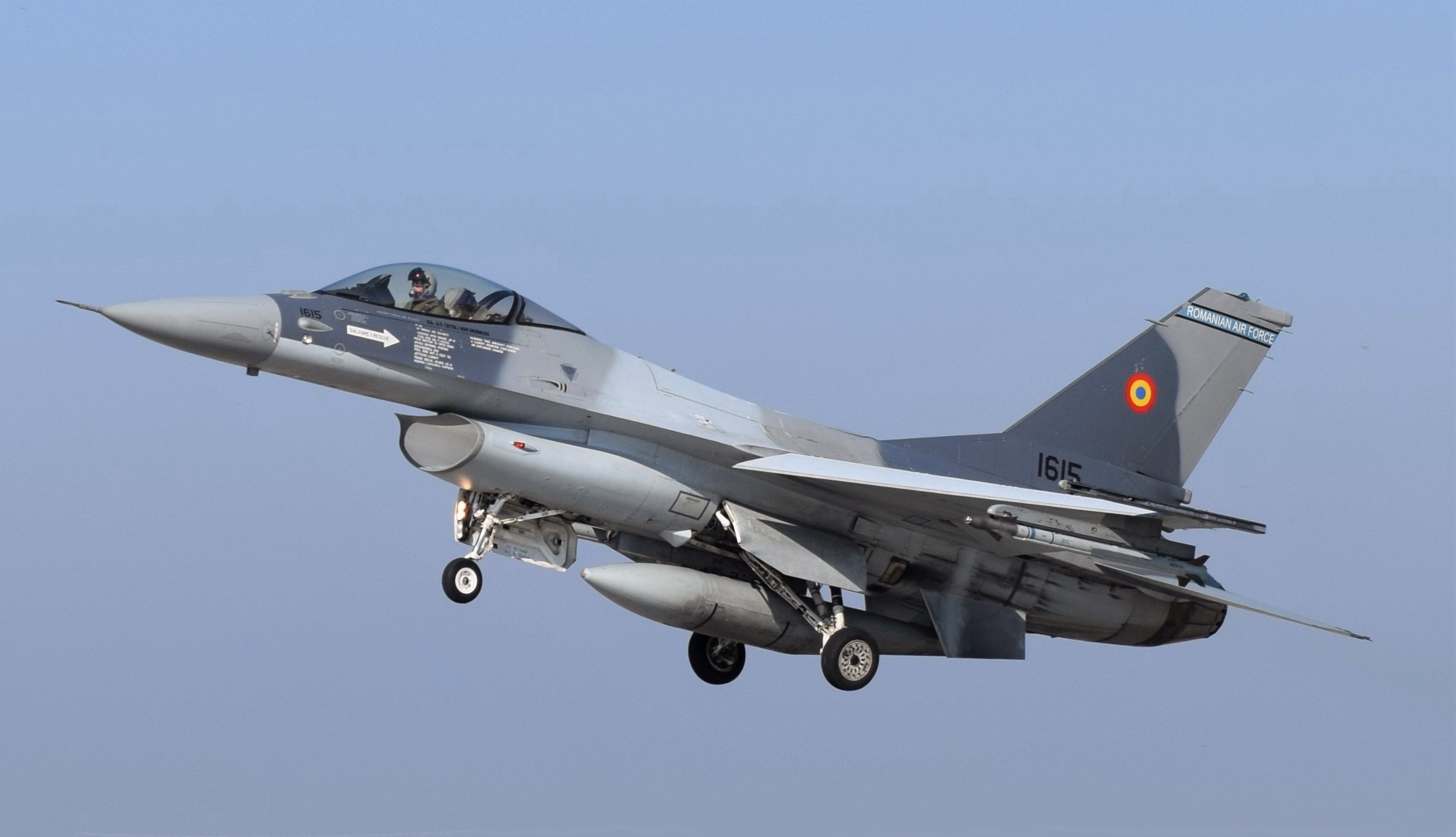
Rumunský F-16 Fighting Falcon

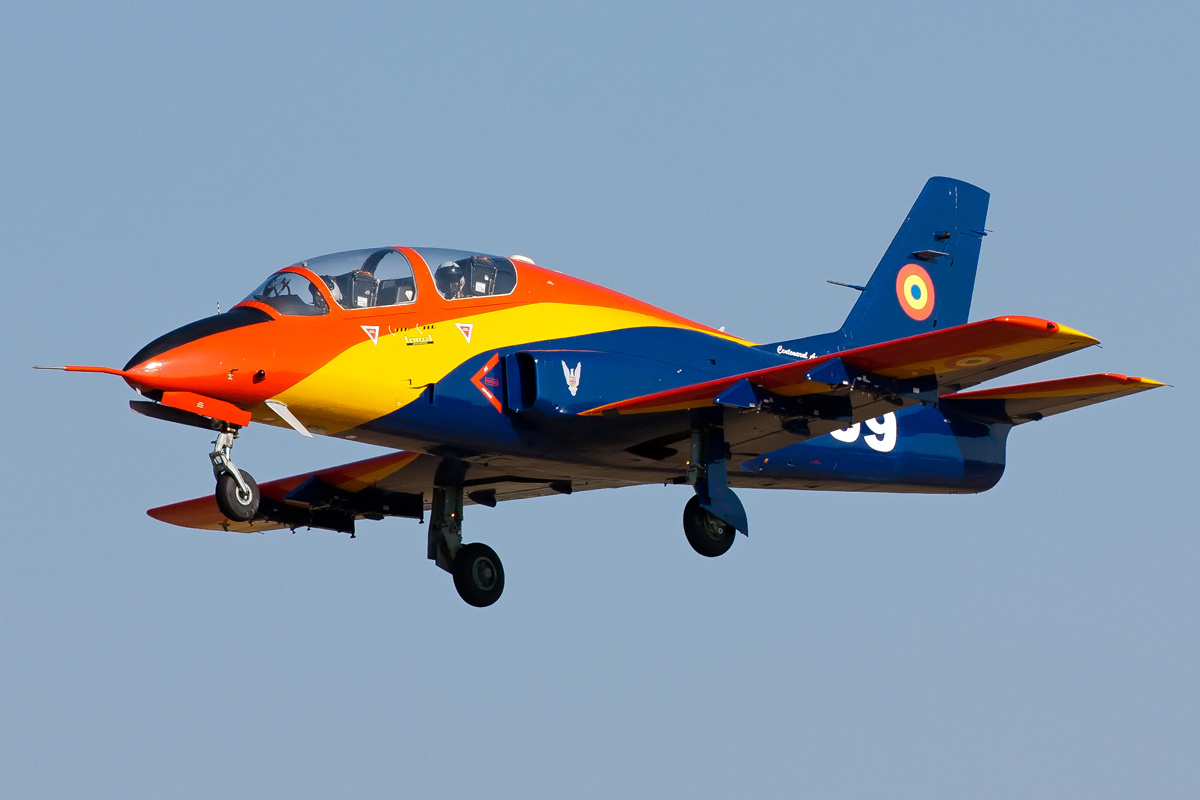
IAR 99 ve zbarvení ke 100. výročí založení rumunského letectva

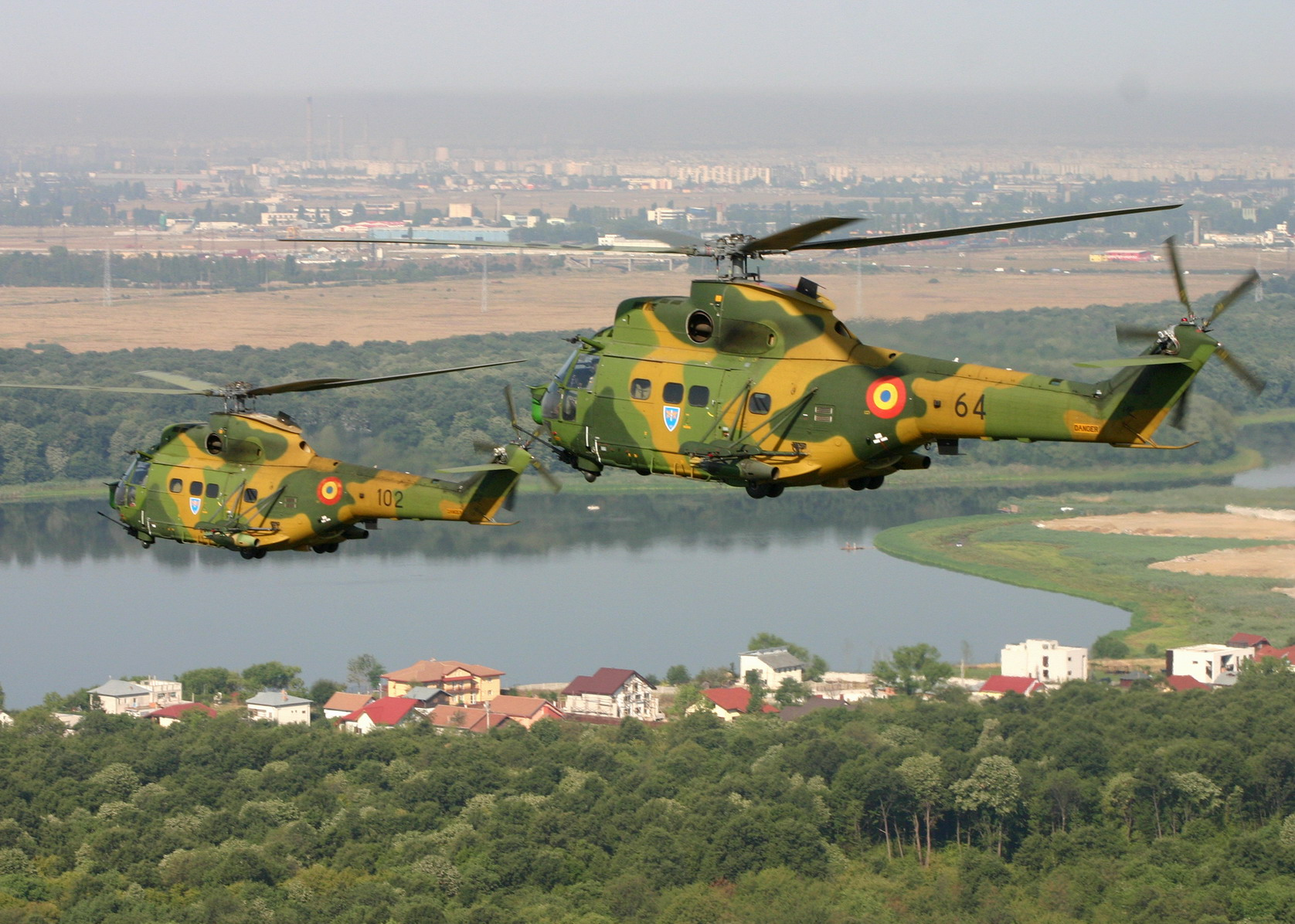
Dvojice vrtulníků IAR 330 SOCAT

Tabulka obsahuje přehled letecké techniky rumunského letectva v roce 2024 podle Flightglobal.com.
| Název                                 | Fotofrafie     | Původ            | Určení                                     | Verze                           | Ve službě      | Poznámka                               |                |
| Bojové letouny                        | Bojové letouny | Bojové letouny   | Bojové letouny                             | Bojové letouny                  | Bojové letouny | Bojové letouny                         | Bojové letouny |
| ------------------------------------- | -------------- | ---------------- | ------------------------------------------ | ------------------------------- | -------------- | -------------------------------------- | -------------- |
| General Dynamics F-16 Fighting Falcon |                | USA              | víceúčelový bojový letoundvoumístný letoun | F-16 AMF-16BM                   | 26             | 23 přebytečných norských na objednávku |                |
| Dopravní a transportní letouny        |                |                  |                                            |                                 |                |                                        |                |
| Alenia C-27J Spartan                  |                | Itálie           | taktický transportní letoun                |                                 | 7              |                                        |                |
| Antonov An-26                         |                | Sovětský svaz    | taktický transportní letoun                |                                 | 1              |                                        |                |
| Lockheed C-130 Hercules               |                | USA              | transportní letoun                         | C-130HC-130B                    | 4              |                                        |                |
| Speciální letouny                     |                |                  |                                            |                                 |                |                                        |                |
| Antonov An-30                         |                | Sovětský svaz    | průzkum/letecké snímkování                 |                                 | 2              |                                        |                |
| Vrtulníky                             |                |                  |                                            |                                 |                |                                        |                |
| IAR 330                               |                | Rumunsko         | střední víceúčelový/ozbrojený vrtulník     | IAR 330L/IAR 330M/IAR 330 SOCAT | 57             |                                        |                |
| Cvičná letadla                        |                |                  |                                            |                                 |                |                                        |                |
| IAR 99                                |                | Rumunsko         | proudový cvičný letoun                     |                                 | 21             | [ 14 ]                                 |                |
| SA316B                                |                | Francie Rumunsko | lehký víceúčelový/cvičný vrtulník          | IAR 316                         | 7              |                                        |                |